# Brasão de armas da Chéquia

Maior escudo de armas

Menor escudo de armas

O Brasão de Armas da Chéquia, ou Tchéquia, (em checo: Státní znak České republiky) mostra as três regiões históricas que compõem a nação.
Os ramos da Boémia mostram um leão de prata double-tailed sobre um fundo vermelho; na língua heráldica Blazoned como gules, um leão galopante, fila fourchee argent, coroado, langued e armados ou. É repetido no canto inferior do lado esquerdo, o brasão de armas (do ponto de vista da pessoa que detenha o escudo). A Morávia com uma águia vermelho-e-prata axadrezada é mostrada num fundo azul. Os ramos da Silésia é composto por uma águia preta com o chamado "trevo em haste" no seu peito sobre um fundo dourado, embora apenas uma pequena parte do sudeste da histórica região da Silésia pertença à Chéquia.
O escudo também é usado como o emblema nacional da Chéquia para a equipa de futebol e pela equipa nacional de hóquei no gelo.